# فقر الدم بخلل تكون الكريات الحمر الخلقي
فقر الدم بخلل تكون الكريات الحمر الخلقي (بالإنجليزية: Congenital dyserythropoietic anemia)‏ ومختصره (CDA)، هو اضطراب دموي نادر شبيه بالثلاسيميا.
يمتاز فقر الدم بخلل تكون الكريات الحمر الخلقي بأنه أحد أنواع فقر الدم الكثيرة التي تمتاز بتكون الكريات الحمر غير الفعال، مما يؤدي إلى نقص في عدد كريات الدم الحمر وكذلك نقص في مستوى الهيموغلوبين ومستواه أقل من المستوى الطبيعي في الجسم.

## العلامات والأعراض
تتضمن علامات وأعراض فقر الدم بخلل تكون الكريات الحمر الخلقي ما يلي:
- إعياء أو تعب
- ضعف
- شحوب الجلد

## الأنواع
- فقر الدم بخلل تكون الكريات الحمر الخلقي - النوع الأول، يعرف من خلال فقر الدم الكبير الكريات المتوسط إلى الشديد.[2]
- فقر الدم بخلل تكون الكريات الحمر الخلقي - النوع الثاني، يعرف من خلال فقر الدم المتوسط وتضخم الطحال وتضخم الكبد.[3]
- فقر الدم بخلل تكون الكريات الحمر الخلقي - النوع الثالث، يعرف من خلال فقر دم معتدل التنكس الشبكي.[3]
- فقر الدم بخلل تكون الكريات الحمر الخلقي - النوع الرابع، يعرف من خلال فقر دم شديد.[4][5]

كما تم التعرف على النوع الخامس والسادس.

## علم الوراثة
يمكن أن ينتقل المرض عبر صفة سائدة أو متنحية، وللمرض أكثر من 4 أنواع تم التعرف عليها، لكن الأنواع الأربعة الأولى هي الأكثر شيوعا، ويعد النوع الثاني أكثرها حدوثا، وقد سجلت أكثر من 300 حالة.
| النوع | الوراثة المندلية البشرية عبر الإنترنت | المورثة | الموقع          |
| ----- | ------------------------------------- | ------- | --------------- |
| CDAN1 | 224120                                | CDAN1   | 15q15           |
| CDAN2 | 224100                                | SEC23B  | 20p11.2         |
| CDAN3 | 105600                                | KIF23   | 15q21           |
| CDAN4 | 613673                                | KLF1    | 19p13.13-p13.12 |

## التشخيص
لا يمكن فقر الدم بخلل تكون الكريات الحمر الخلقي إلا عن طريق تحليل تسلسل المنطقة المشفرة بكاملها. وقد شخصت الأنواع الأول والثاني والثالث والرابع ( والذي يعد جديدا نسبيا وسجلت منه 4 حالات فقط) بحسب سجل الفحص الوراثي.

## العلاج
يعالج المريض الذي يعاني من فقر الدم بخلل تكون الكريات الحمر الخلقي بواسطة نقل الدم المتكرر، لكن هذا يمكن أن يختلف حسب نوع المرض. وقد يحتاج المريض إلى نقل دم كل أسبوعين إلى ثلاثة. إضافة لذلك، فالمريض بحاجة إلى علاج بالاستخلاب للتخلص من الحديد الفائض بواسطة ديفيروكسامين أو ديفيراسيروكس أو ديفيريبرون للتخلص من الحديد المتراكم. إزالة الطحال والمرارة شائع.